# John Patrick Hornbeck
John Patrick Hornbeck  (*  in Phoenix, Arizona) ist ein US-amerikanischer römisch-katholischer Theologe und Autor.

## Leben
John Patrick Hornbeck studierte römisch-katholische Theologie und Geschichte an der Georgetown University und an der Oxford University. Er ist Dekan der Theologischen Fakultät der Fordham University. Seit Juni 2015 ist Hornbeck mit dem US-Amerikaner Patrick Anthony Bergquist verheiratet. Die kirchliche Trauung fand in einer anglikanischen Kirche der Episkopalkirche der Vereinigten Staaten von Amerika statt.

## Werke (Auswahl)
- What Is a Lollard? Dissent and Belief in Late Medieval England (Oxford University Press, 2010).
- Wycliffite Controversies, editiert, gemeinschaftlich mit Mishtooni Bose (Medieval Church Studies, Brepols, 2011).
- Wycliffite Spirituality, editiert und übersetzt, gemeinschaftlich mit Stephen E. Lahey und Fiona Somerset (Classics of Western Spirituality Series, Paulist Press, 2013).
- More than a Monologue: Sexual Diversity and the Catholic Church, editiert, gemeinschaftlich mit Christine Firer Hinze und Michael A. Norko, 2 Ausgaben (Fordham University Press, 2014).
- A Companion to Lollardy (Brill, forthcoming 2016).
- Europe after Wyclif, editiert gemeinschaftlich mit Michael Van Dussen (Fordham University Press, forthcoming 2016).
- Remembering Wolsey: A History of Representations and Commemorations (Fordham University Press, under contract).